# Доктор Ху (18. сезона)
Осамнаеста сезона британске научнофантастичне телевизијске серије Доктор Ху се састоји од седам серијала од четири епизоде које су емитоване од 30. августа 1980. од епизоде Кошница за слободу (1. део) до 21. марта 1981. до епизоде Логополис (4. део). Ова сезона је последња сезона Тома Бејкера као Четвртог Доктора пре његове регенерације у Петог Доктора (Питер Дејвисон) као и за Лалу Вард као пратитељку Романа и Џона Лисона који је давао глас К9. У сезони такође дебитују Метју Вотерхаус као Адрик, Сара Сатон као Ниса и Џенет Филдинг као Теган Јованка од којих је троје остало редовни пратиоци у ери Петог Доктора, као и повратак Господара кога су тумачили Џефри Биверс и Ентони Енли.
Сезона је била прва коју је продуцирао Џон Нејтан-Тарнер који је продуцирао сваку сезону серије до 1989. године и прва у којој је био уредник сценарија Кристофер Х. Бидмид. Сезона садржи трилогију повезаних серијала, Пун круг, Стање распада и Ратникова капија које чине трилогију смештену у „универзум мехурића“ под називом Е-простор, као и серијале Чувар Тракена и Логополис који су прва два серијала трилогије на које се надовезује серијал Кастровалва на почетку 19. сезоне и који су усредсређени на повратак Господара и регенерацију Четвртог Доктора.

## Улоге

### Главни
- Том Бејкер као Четврти Доктор
- Лала Вард као Романа (епизоде 1−20)
- Џон Лисон као К9 (епизоде 1, 5−13, 15−20)[а]
- Џенет Филдинг као Теган Јованка (епизоде 25−28)
- Метју Вотерхаус као Адрик (епизоде 13−28)
- Сара Сатон као Ниса (епизоде 26−28)

Сезона 18 је последња сезона Тома Бејкера као Четвртог Доктора након седам година у улози. Нови сапутници Адрик (Метју Вотерхаус), Ниса (Сара Сатон) и Теган Јованка (Џенет Филдинг) уведени су у епизодама Пун круг (1. део), Чувар Тракена (1. део) односно Логополис (1. део). Романа коју игра Лала Вард одлази из серије након епизоде Ратникова капија (4. део) заједно са Џоном Лисоном који се вратио да да глас роботу К9. Доласком Адрика, ове сезоне је било први пут од 1967. године да Доктор има троје редовних сапутника на ТАРДИС-у. Питер Дејвисон се први пут појављује као Пети Доктор у завршним тренуцима епизоде Логополис (4. део).

### Епизодне
- Метју Вотерхаус као Адрик (епизоде 9−12)
- Сара Сатон као Ниса (епизоде 21−24)
- Џефри Биверс као Господар (епизоде 21−24)
- Ентони Ејнли као Господар (епизоде 24−28)

Господар се вратио у серију, а овог пута га је играо Џефри Биверс у Чувару Тракена. Након догађаја у Тракену, Господара је потом играо Ентони Ејнли који је наставио да игра улогу до краја класичне серије.

## Епизоде
У 18. сезони Џон Нејтан-Тарнер замењује Грејема Вилијамса на месту продуцента. Бери Летс се вратио као извршни продуцент само за ову сезону. Кристофер Х. Бидмид такође замењује Дагласа Адамса на месту уредника сценарија. У повратку на формат раних сезона, практично све сезоне од 18. до 20. сезоне су повезане заједно, често непосредно надовезујући се једна на другу. Три серијала – Пун круг, Стање распада и Ратникова капија – део су трилогије у оквиру сезоне. Ова три серијала укључују долазак Адрика и одлазак Романе и К9.
Током периода Божића 1980. године, сезона је имала двонедељну паузу између емитовања серијала Стање распада и Ратникова капија.
| Бр. еп. (укупно) | Бр. еп. (у сезони) | Наслов                        | Редитељ        | Сценариста                   | Премијера           | Гледаност у Британији (милиони) |
| --- | ------------------ | ----------------------------- | -------------- | ---------------------------- | ------------------- | ------------------------------- |
| 526 | 1                  | "Кошница за слободу (1. део)" | Лавет Бикфорд  | Дејвид Фишер                 | 30. август 1980.    | 5.90                            |
| Откривши да ван сезоне Брајтонска плажа помало недостаје, Доктор и Романа путују на планету за слободно време Арголис - али тамо се дешавају чудни огледи. |                    |                               |                |                              |                     |                                 |
| 527 | 2                  | "Кошница за слободу (2. део)" | Лавет Бикфорд  | Дејвид Фишер                 | 6. септембар 1980.  | 5.00                            |
| Још један човек је пронађен мртав, задављен Докторовим шалом, па се Доктору суди. Према неким архаичним законским правилима, он је натеран да „докаже“ своју невиност тако што је с временом постао испитаник у новом тахионском огледу. Исход ће доказати његову невиност или кривицу, тако кажу. |                    |                               |                |                              |                     |                                 |
| 528 | 3                  | "Кошница за слободу (3. део)" | Лавет Бикфорд  | Дејвид Фишер                 | 13. септембар 1980. | 5.00                            |
| Док Доктор пати од временског експеримента, тајне шеме других почињу да излазе на видело, заједно са тајним сврхама за које је коришћен тахионски агрегат. |                    |                               |                |                              |                     |                                 |
| 529 | 4                  | "Кошница за слободу (4. део)" | Лавет Бикфорд  | Дејвид Фишер                 | 20. септембар 1980. | 4.50                            |
| Пошто су саботер и убица откривени и ухапшени, сада би требало да се успостави мир, али се појављује нова претња - хушкач рата који је спреман и жељан да изврши напад на друге светове са новопроизведеном ратничком војском. |                    |                               |                |                              |                     |                                 |
| 530 | 5                  | "Меглос (1. део)"             | Теренс Дадли   | Џон Фленаган и Ендру Мекулох | 27. септембар 1980. | 5.00                            |
| Доктор, Романа и К-9 стижу на шумску планету Тигела где у подземном граду сада живе староседеоци Тигеланци због биљака месождера. Тамо где Доктор открива да је погрешно оптужен за крађу Додехедрона, градског извора струје. Међутим, открива да је кривац Меглос, последњи преживели на пустињској планети Золфа-Тура налик кактусу и он покушава да врати Додехедрон Золфа-Тури за своју злу сврху и планира да га употреби као моћно оружје и планира да збриши Тигелу. |                    |                               |                |                              |                     |                                 |
| 531 | 6                  | "Меглос (2. део)"             | Теренс Дадли   | Џон Фленаган и Ендру Мекулох | 4. октобар 1980.    | 4.20                            |
| Пошто су становници ТАРДИС-а заробљени у хроничној хистератичној петљи (заувек проживљавајући исти тренутак у времену), лукави Меглос - прерушен у Доктора - стиче поверење Тигеланаца заједно са потпуним и приватним приступом њиховој моћној комори. |                    |                               |                |                              |                     |                                 |
| 532 | 7                  | "Меглос (3. део)"             | Теренс Дадли   | Џон Фленаган и Ендру Мекулох | 11. октобар 1980.   | 4.70                            |
| Пошто је додекаедар нестао, град постаје критичан за напајање. Његова смрт је неминовна. Док Романа тражи бекство од Меглосових гусара, а Меглос бекство из запечаћеног града, сам Доктор покушава да схвати шта се дешава (и зашто сви желе да га ухапсе), верске фракције се крећу да заузму град. |                    |                               |                |                              |                     |                                 |
| 533 | 8                  | "Меглос (4. део)"             | Теренс Дадли   | Џон Фленаган и Ендру Мекулох | 18. октобар 1980.   | 4.70                            |
| Док Доктор треба да буде обредно жртвован да би умирио бога Тиа због крађе додекаедра, Меглос и гусари се враћају у Золфа-Туру са додекаедром да испале древно оружје и униште Тигелу. |                    |                               |                |                              |                     |                                 |
| 534 | 9                  | "Пун круг (1. део)"           | Питер Гримвејд | Ендру Смит                   | 25. октобар 1980.   | 5.90                            |
| Након што су добили позив од Господара времена, Доктор и Романа су кренули ка Галифреју, али пар уместо тога слеће на Алзаријус где се укрштају са бунтовним, али математички надареним момком по имену Адрик. |                    |                               |                |                              |                     |                                 |
| 535 | 10                 | "Пун круг (2. део)"           | Питер Гримвејд | Ендру Смит                   | 1. новембар 1980.   | 3.70                            |
| Доктор и К9 гледају како Маршмени почињу да излазе из воде док их К9 прати, Доктор се упушта на Старлајнер. У међувремену Адрикова банда покушава да отме ТАРДИС са Романом на броду. |                    |                               |                |                              |                     |                                 |
| 536 | 11                 | "Пун круг (3. део)"           | Питер Гримвејд | Ендру Смит                   | 8. новембар 1980.   | 5.90                            |
| ТАРДИС се материјализовао на Старлајнеру, поново уједињујући Логина са његовом ћерком и дозвољавајући Доктору и Адрику да се врате у пећину да спасу Роману која се чудно понаша од кад ју је угризао паук. |                    |                               |                |                              |                     |                                 |
| 537 | 12                 | "Пун круг (4. део)"           | Питер Гримвејд | Ендру Смит                   | 15. новембар 1980.  | 5.40                            |
| Док Маршмени почињу да сипају у Старлајнер захваљујући зараженој Романи, Доктор и Адрик журе да створе противотров, али притом откривају дубоку тајну о Маршенима и њиховој повезаности са Адриковим људима. |                    |                               |                |                              |                     |                                 |
| 538 | 13                 | "Стање распада (1. део)"      | Питер Мофат    | Теренс Дикс                  | 22. новембар 1980.  | 5.80                            |
| Доктор и Романа проналазе изоловану планету. К9 скенира планету и открива да има село. Доктор и Романа проналазе очитавања високе технологије помоћу ТАРДИС сензора иако се чини да у селу недостаје технологија. ТАРДИС слеће близу села. Доктор и Романа су кренули, остављајући К9 да чува ТАРДИС. Адрик, из претходне приче, се склонио на ТАРДИС. К9 га проналази, али му Адрик говори да је слепи путник. Доктор и Романа проналазе двојицу мушкараца како се свађају. Доктор тражи да разговара са научником. Један од мушкараца их погрешно сматра лордовима. Пошто су Доктор, Романа и један од мушкараца отишли, други мушкарац преко радио-станице зове друге и говори им о двојици странаца који су управо стигли. Путујући кроз шуму, Романа и Доктор су окружени мушкарцима. Предају се и ови их одводе у скривену пећину где сусрећу побуњенике. Један човек покушава да покрене рачунар. Доктор му помаже, а Романа препознаје да рачунарски састав долази са Земље. Адрил покушава да украде нешто хране у селу па је ухваћен, а они који су га ухватили сажаљевају га и нуде му преноћиште због злих ствари које се дешавају ноћу. Чини се да је Доктора и Роману на крају напао рој слепих мишева. |                    |                               |                |                              |                     |                                 |
| 539 | 14                 | "Стање распада (2. део)"      | Питер Мофат    | Теренс Дикс                  | 29. новембар 1980.  | 5.30                            |
| Доктор и Романа су одведени у торањ где упознају Господаре и схватају да је торањ заправо напуштени свемирски брод. Господар по имену Окон стиже у село и води Адрика са собом назад у торањ. |                    |                               |                |                              |                     |                                 |
| 540 | 15                 | "Стање распада (3. део)"      | Питер Мофат    | Теренс Дикс                  | 6. децембар 1980.   | 4.40                            |
| Тарак стиже да ослободи Доктора и Роману из затвора. Верујући да су Лордови вампири из галифрејанске легенде, Доктор се враћа у ТАРДИС да погледа Запис о Расилону док Тарак и Романа траже Адрика. |                    |                               |                |                              |                     |                                 |
| 541 | 16                 | "Стање распада (4. део)"      | Питер Мофат    | Теренс Дикс                  | 13. децембар 1980.  | 5.40                            |
| Лордови се припремају да жртвују Роману и уведу Адрика у своје редове као део свог плана да пробуде „Великог“ и побегну из Е-простора. У међувремену, Доктор и К9 помажу Калмаровим људима у нападу на кулу. |                    |                               |                |                              |                     |                                 |
| 542 | 17                 | "Ратникова капија (1. део)"   | Питер Мофат    | Теренс Дикс                  | 3. јануар 1981.     | 7.10                            |
| Док Доктор и Романа очајнички размишљају како да побегну из Е-простора, Временски ветрови ударају у ТАРДИС, оштећујући и њега и К9. Најчудније од свега, нешто дозвољава Бироку, повређеном и прогоњеном човеку-лаву, да уђе у фазама у времену и постави контролне координате на нула-нула, шаљући ТАРДИС у млечнобелу празнину. Пре него што је побегао, упозорио је на друге који ће их ускоро пратити. |                    |                               |                |                              |                     |                                 |
| 543 | 18                 | "Ратникова капија (2. део)"   | Питер Мофат    | Теренс Дикс                  | 10. јануар 1981.    | 6.70                            |
| Тројица бесмислених мушкараца из оштећеног теретног брода проналазе ТАРДИС. Уморна, Романа се враћа са њима да процени стање на њиховом оштећеном броду, али пошто је осетљива на време, она завршава као живи део за навођење који ће заменити њиховог временски осетљивог Тарила (човек лав) који је побегао. У међувремену, Доктор, пошто је пронашао капију, забавља се са Гунданима, роботским војницима програмираним да убијају. |                    |                               |                |                              |                     |                                 |
| 544 | 19                 | "Ратникова капија (3. део)"   | Питер Мофат    | Теренс Дикс                  | 17. јануар 1981.    | 8.30                            |
| Док Бирок води Доктора до погледа на Тарилову господску прошлост, Романа сазнаје више о оштећеном теретном броду и хладнокрвности његове посаде. У међувремену, командант Рорвик, збуњен огледалом времена унутар капије универзалног центра, не обраћа пажњу доказе да то није једноставно огледало и одлучује да га разнесе, угрожавајући животе свих. |                    |                               |                |                              |                     |                                 |
| 545 | 20                 | "Ратникова капија (4. део)"   | Питер Мофат    | Теренс Дикс                  | 24. јануар 1981.    | 7.80                            |
| Пошто су Доктор и Романа спасили род Тарила, Романа пристаје да напусти Доктора и постане Тарилова „Краљица времена“. |                    |                               |                |                              |                     |                                 |
| 546 | 21                 | "Чувар Тракена (1. део)"      | Џон Блек       | Џони Бајерн                  | 31. јануар 1981.    | 7.60                            |
| ТАРДИС је привукла складна планета Тракен. Чувар Тракена се појављује унутар ТАРДИС-а како би упозорио Доктора и Адрика на његову ближу смрт и на зло биће познато као Мелкур које прети Тракеновим мирним путевима. |                    |                               |                |                              |                     |                                 |
| 547 | 22                 | "Чувар Тракена (2. део)"      | Џон Блек       | Џони Бајерн                  | 7. фебруар 1981.    | 6.10                            |
| Тремас тврди да има повластицу саветника да заштити Доктора и Адрика од погубљења, иако то везује његову судбину за њихову ако буду проглашени кривима за убиство. Мелкур јача своју власт над Касијом док Серон одлучује да успостави контакт са Чуваром како би сазнао истину, а Адрик проналази доказе о још једном ТАРДИС-у у тој области. |                    |                               |                |                              |                     |                                 |
| 548 | 23                 | "Чувар Тракена (3. део)"      | Џон Блек       | Џони Бајерн                  | 14. фебруар 1981.   | 5.20                            |
| Пошто Тремас пада под сумњу због своје повезаности са Доктором, именован је нови Чувар. Сада, када је све на месту, Мелкур мора само на кратко да причека пре него што се његова пуна злоба може развити. |                    |                               |                |                              |                     |                                 |
| 549 | 24                 | "Чувар Тракена (4. део)"      | Џон Блек       | Џони Бајерн                  | 21. фебруар 1981.   | 6.10                            |
| Како немилосрдни Мелкур контролише Извор, Доктор и његови савезници имају само мале изгледе да га свргну што такође доводи у озбиљну опасност мир тракенске заједнице. |                    |                               |                |                              |                     |                                 |
| 550 | 25                 | "Логополис (1. део)"          | Питер Гримвејд | Кристофер Х. Бидмид          | 28. фебруар 1981.   | 7.70                            |
| Припремајући се за ремонт свог ТАРДИС-а, Доктор одлази на Земљу да изврши нова мерења полицијске кутије. Фигура у белом посматра док Господар чека у загонетној невољи за свог противника Господара времена. |                    |                               |                |                              |                     |                                 |
| 551 | 26                 | "Логополис (2. део)"          | Питер Гримвејд | Кристофер Х. Бидмид          | 7. март 1981.       | 7.70                            |
| Схвативши да је Господар преузео Тремасово тело, Доктор и Адрик слећу ТАРДИС-ом близу реке Темзе пре него што су кренули у Логополис. У међувремену, збуњена Теган лута ходницима ТАРДИС-а тражећи помоћ. |                    |                               |                |                              |                     |                                 |
| 552 | 27                 | "Логополис (3. део)"          | Питер Гримвејд | Кристофер Х. Бидмид          | 14. март 1981.      | 5.80                            |
| Адрик, Ниса и Теган помажу Монитору у спасавању Доктора пошто је заробљен унутар свог скупљеног ТАРДИС-а. Господар у телу Нисиног оца Тремаса објављује своје присуство на Логополису док се његов план ближи крају. |                    |                               |                |                              |                     |                                 |
| 553 | 28                 | "Логополис (4. део)"          | Питер Гримвејд | Кристофер Х. Бидмид          | 21. март 1981.      | 6.10                            |
| Приморани да раде заједно како би спасили универзум од колапса, Доктор, Господар и Теган користе Господарев ТАРДИС да путују до огромне сателитске антене на Земљи. У међувремену, тајанствени Посматрач одводи Адрика и Нису на сигурно. |                    |                               |                |                              |                     |                                 |

## Емитовање
Цела сезона је емитована од 30. августа 1980. до 21. марта 1981. године.